# Stephostethus malinicus
Stephostethus malinicus is een keversoort uit de familie schimmelkevers (Latridiidae). De wetenschappelijke naam van de soort werd in 1983 gepubliceerd door Tapan Sen Gupta.